# Gisy-les-Nobles
Gisy-les-Nobles è un comune francese di 620 abitanti situato nel dipartimento della Yonne nella regione della Borgogna-Franca Contea.

## Società

### Evoluzione demografica
Abitanti censiti